# Min Kyeong-ho
En aquest nom coreà, el cognom és Min.
Min Kyeong-ho (25 de juliol de 1996) és un ciclista sud-coreà, que combina la carretera amb la pista. Actualment milita a l'equip Seoul Cycling Team.

## Palmarès en pista
- 2016
  - Campió d'Àsia en Puntuació

## Palmarès en ruta
- 2017
  - 1r al Tour de Corea i vencedor d'una etapa